# Погост (Вілейський район)
Погост (біл. вёска Пагосьць) — село в складі Вілейського району Мінської області, Білорусь. Село підпорядковане Стешицькій сільській раді, розташоване в північній частині області.

## Історія
У 1921–1945 роках село знаходилось у Польщі, у Вільнюській воєводстві, Вілейського повіту, гміні Довгиново.
У міжвоєнний період тут містилася гауптвахта Корпусу Охорони Кордону (KOP)

## Населення
- 1866 рік - 335 люди, 29 будинки[1]
- 1921 рік - 461 люди, 88 будинки[2].
- 1931 рік - 518 люди, 86 будинки[3].